# Wietse van Alten
Wietse van Alten (n. 24 septembrie 1978, Zaandam, Olanda de Nord, Țările de Jos) este un arcaș ce a reprezentat Regatul Țărilor de Jos, medaliat olimpic. A participat la două ediții ale Jocurilor Olimpice (2000, 2004) în care a câștigat o medalie de bronz.